# Rhopalocnemis phalloides
Rhopalocnemis phalloides trong tiếng Việt gọi bằng các tên dương đầu, sơn dương, dó đất núi cao, chùy đầu dương hình là một loài thực vật có hoa trong họ Balanophoraceae. Loài này được Jungh. miêu tả khoa học đầu tiên năm 1841.